# Kirgisellodes ornatus
Kirgisellodes ornatus là một loài côn trùng thuộc bộ Neuroptera. Loài này được Martynov miêu tả năm 1925.